# OSCAR
OSCAR — відкритий (з 5 березня 2008 року), але не вільний мережевий протокол, що забезпечує обмін миттєвими і офлайновими текстовими повідомленнями. У даний момент використовується для двох систем: AIM (компанія AOL, керована Time Warner) та ICQ (компанія Mail.Ru Group).

## Особливості протоколу OSCAR
- Кожному користувачеві видається UIN (англ. Unique Identification Number) — унікальний ідентифікаційний номер, за яким користувач однозначно визначається системою та іншими користувачами. В наш час[коли?] (січень 2010 р.) для сумісності з AIM замість UIN використовується поняття ScreenName.
- Користувач має можливість вибрати собі нік, який грає роль особистого імені в його повідомленнях. На відміну від UIN, ніки не унікальні для кожного користувача.
- У AOL Instant Messenger функцію UIN грають SN (англ. Screen Name) — так звані екранні імена, унікальні для кожного користувача.
- Протокол підтримує декілька станів, в яких може перебувати користувач. Стани встановлюються користувачем.

## Стани
- Online — доступний
- Free for chat (F4C) — вільний
- Away — далеко від комп'ютера (довго не працював)
- Not available (N/A) — недоступний
- Occupied — зайнятий
- Do not disturb (DND) — не турбувати
- Invisible — невидимий
- Offline — відключений

У програмах-клієнтах сторонніх розробників деякі стани можуть бути відсутніми або мати місце додаткові.

## Реалізації протоколу
Існує велика кількість альтернативних клієнтів ICQ для різних операційних систем, наприклад: Miranda IM (Windows), QIP (Windows), &RQ (Windows), Pidgin (Windows, GNU/Linux), Licq (GNU/Linux), Kopete (GNU/Linux), qutIM (Windows, GNU/Linux, MacOS) та ін.
5 березня 2008 року AOL відкрила специфікації протоколу (як згодом виявилося — не повністю: за допомогою зміни закритих деталей специфікацій згодом 3 рази блокувалися всі неофіційні клієнти) і дозволила створення альтернативних клієнтів, але з деякими обмеженнями, встановленими ліцензією [Архівовано 4 липня 2008 у Wayback Machine.] — наприклад, клієнт, яким користуються більше ніж 100 000 користувачів, повинен показувати рекламу.
| Реалізація на різних мовах програмування | Реалізація на різних мовах програмування |
| Мова програмування                       | Реалізація |
| ---------------------------------------- | --- |
| C                                        | libpurple [Архівовано 14 вересня 2017 у Wayback Machine.] GnomeICU [Архівовано 25 серпня 2020 у Wayback Machine.] |
| C++                                      | QOscar (Qt)[недоступне посилання з лютого 2019] |
| C#                                       | NOscar [Архівовано 12 березня 2011 у Wayback Machine.] OscarLib |
| Delphi                                   | TICQLib [Архівовано 20 лютого 2012 у Wayback Machine.] cobans [Архівовано 14 квітня 2012 у Wayback Machine.] |
| Java                                     | joscar [Архівовано 11 травня 2011 у Wayback Machine.] JOscarLib [Архівовано 13 жовтня 2005 у Wayback Machine.] /*info*/ [Архівовано 14 травня 2011 у Wayback Machine.] daim[недоступне посилання з лютого 2019] icqlib [Архівовано 8 вересня 2010 у Wayback Machine.] /*info*/ [Архівовано 30 липня 2013 у Wayback Machine.] |
| OCaml                                    | mlOscar |
| Python                                   | TwistedWords [Архівовано 12 квітня 2011 у Wayback Machine.] |
| Perl                                     | Net::Oscar [Архівовано 25 серпня 2020 у Wayback Machine.] |
| PHP                                      | WebIcqPro [Архівовано 7 липня 2011 у Wayback Machine.] BasICQ |